# Costumbrism
Costumbrismul este un curent artistic spaniol, care a început să se manifeste cam pe la mijlocul secolului al XIX-lea cu precădere în literatură, dar și în pictură, redând în operele lui caracteristice scene de viață și moravuri (din cuvântul spaniol „costumbre”, care înseamnă „obicei”, „morav”). Diferența dintre costumbrism și realism este că intenția costumbriștilor este doar cea de a descrie realitatea, fără a urmări o critică socială.

## Costumbrismul în artă
Costumbrismul în artele vizuale (mai ales în țările Americii Latine) a început cu schițe etnografice și geografice, treptat în genul și peisajul. Deși de multe ori Costumbriștii idealizau moștenirile și obiceiurile patriarhale, iar motivele lor etnografice s-au transformat în scene de gen idilic, cu toate acestea, în general, Costumbrismul a jucat un rol pozitiv în formarea școlilor naționale de artă în multe țări.
Școlile mari de Costumbrist au fost formate în Cuba, Chile, Argentina, Uruguay și Venezuela. Artiștii cubanezi Ippolito Garneri (1783-1858) și Eduardo Laplante (1818-?) și-au dedicat munca de a ilustra natura și orașele, și F. Miale (1800-1868) și Victor-Patricio de Landaluse (1825-1889) specializați în pictura de gen au introdus multe motive în arta cubaneză, luate din viața reală. Pictorul uruguayan Juan Manuel Besnes-Irigoyen (1788-1865) a lucrat de asemenea în stilul costumbrismului (1788-1865), argentinianul Carlos Morel (1813-94), chilianul Manuel Antonio Caro (1835-1903), mexicanul Jose Agustin Arrieta (1802-79).

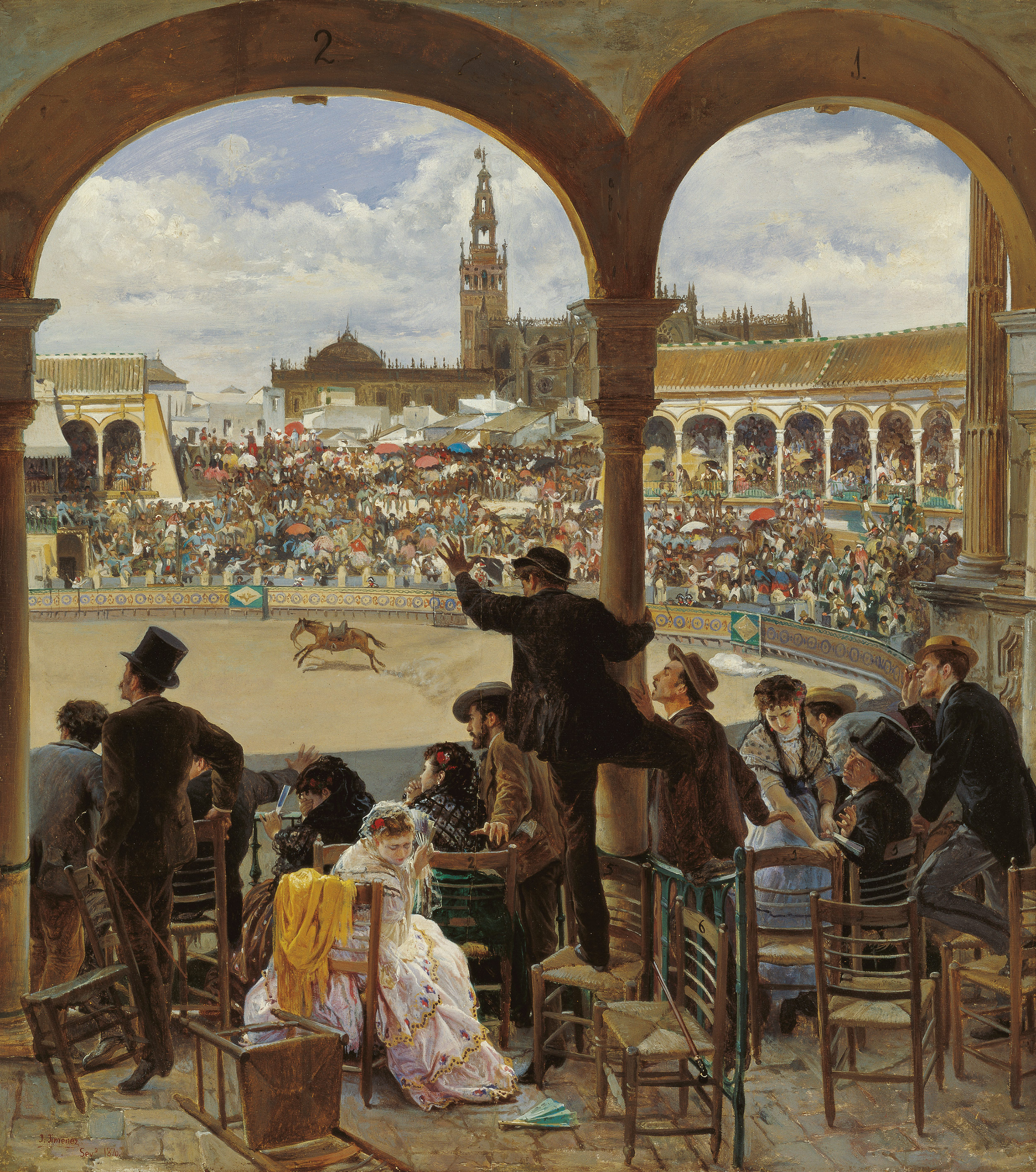
José Aranda Jimenez (1837-1903), Arena, 1870
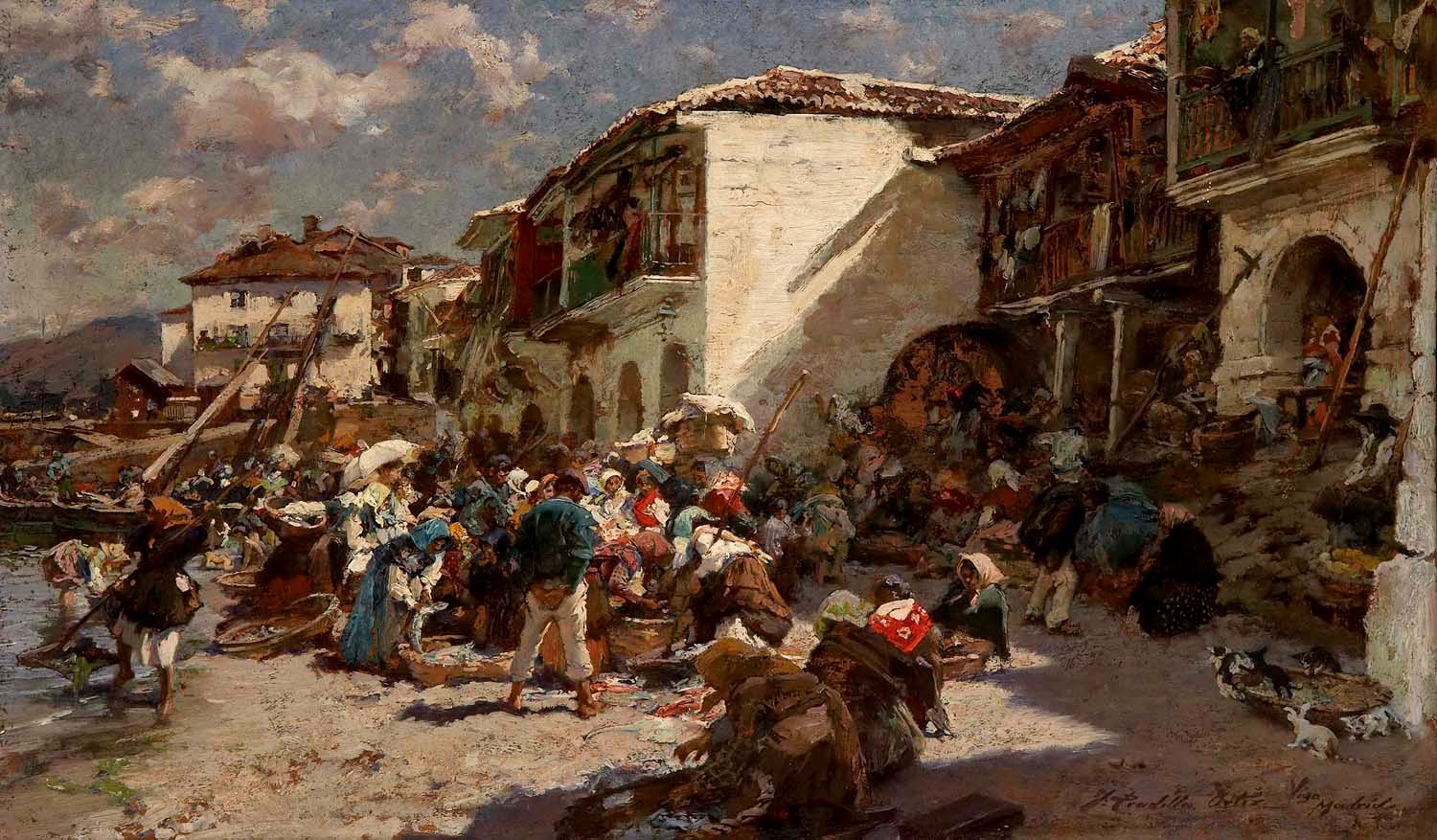
Francisco Pradilla, "Vânzarea peștelui pe plaja din Vigo"
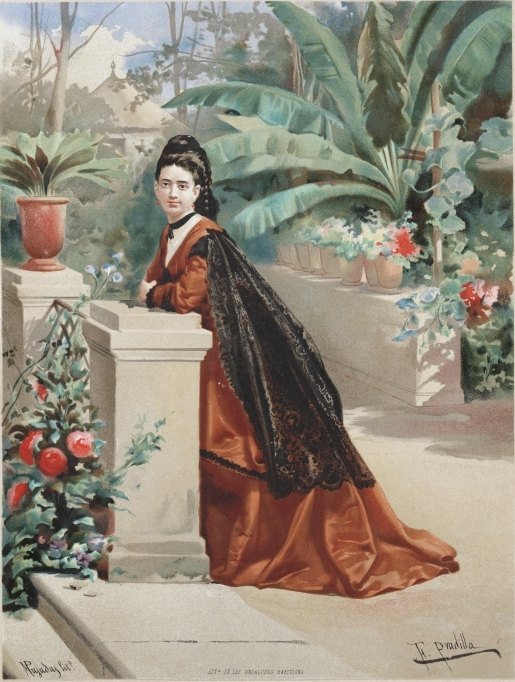
Francisco Pradilla, "femeie din Montevideo"
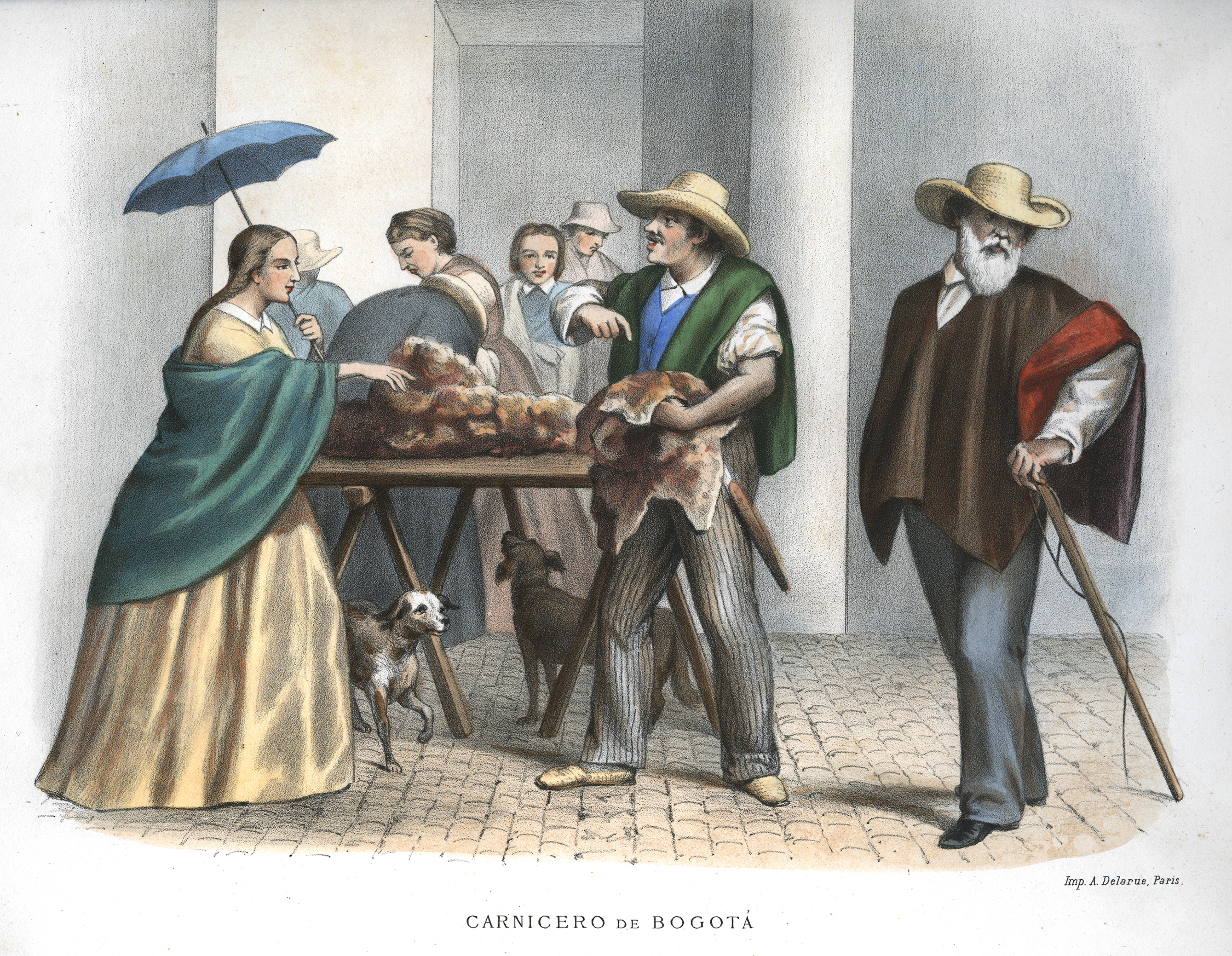
Ramon Torres Mendez, "Măcelar în Bogota"
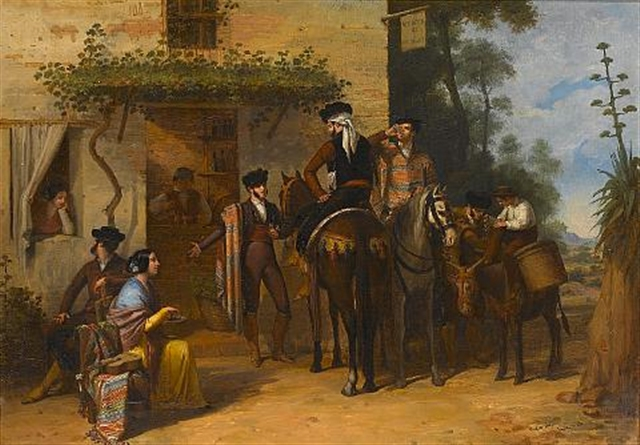
Joaquin Dominguez Becker, "Scena în Andaluzia"
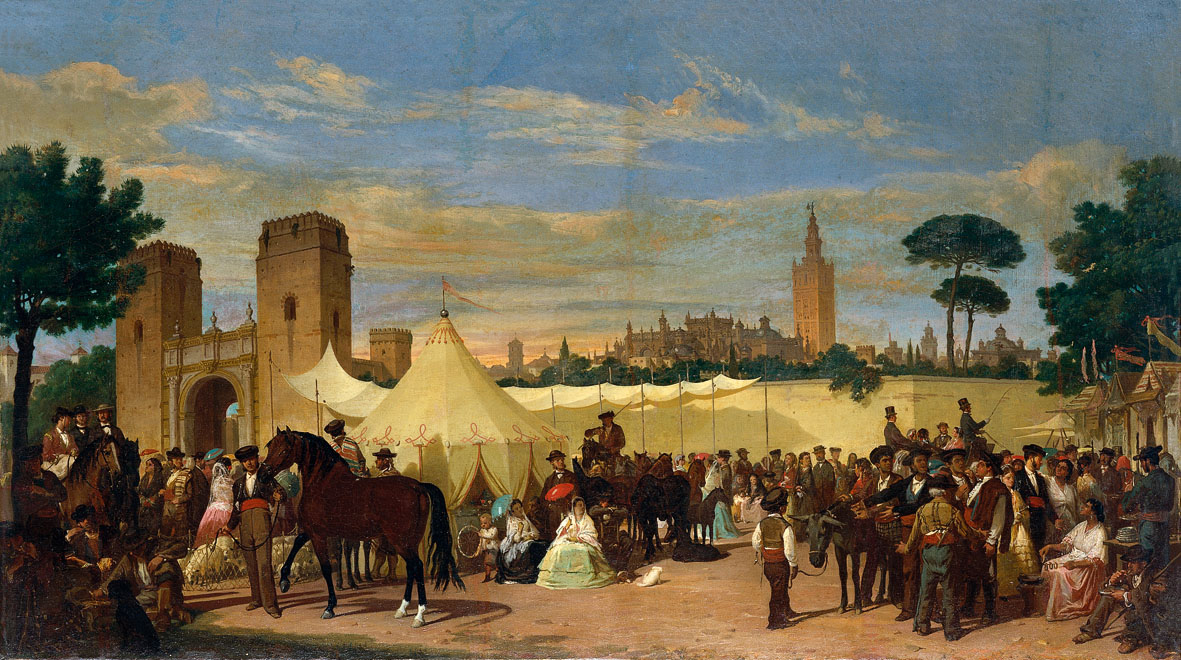
Joaquin Dominguez Becker, "târgul din Sevilla"
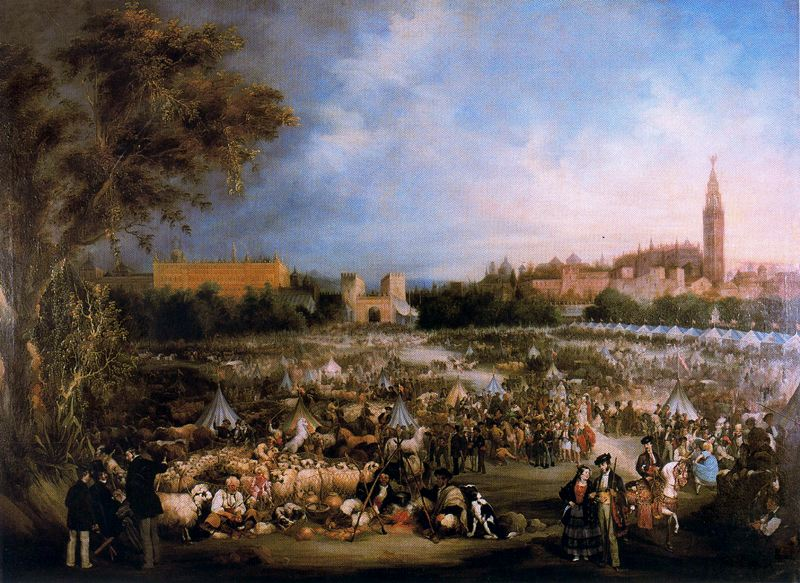
Andres Cortes și Aguilar, "târgul din Sevilla"
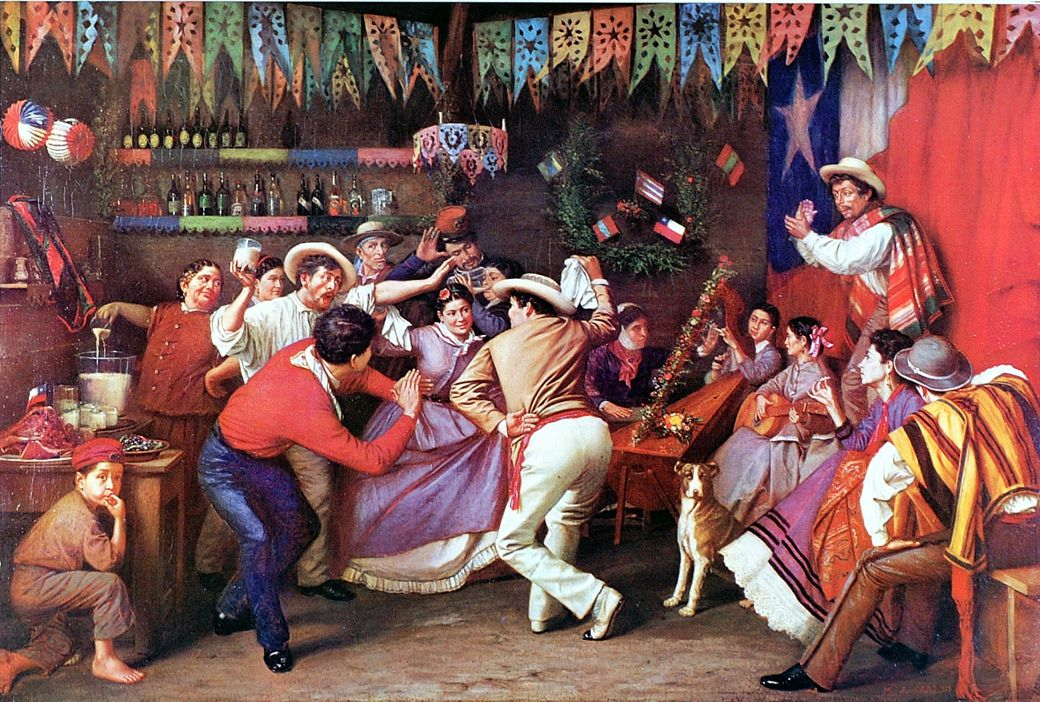
Manuel Antonio Caro, The Zamaque Dance, 1873
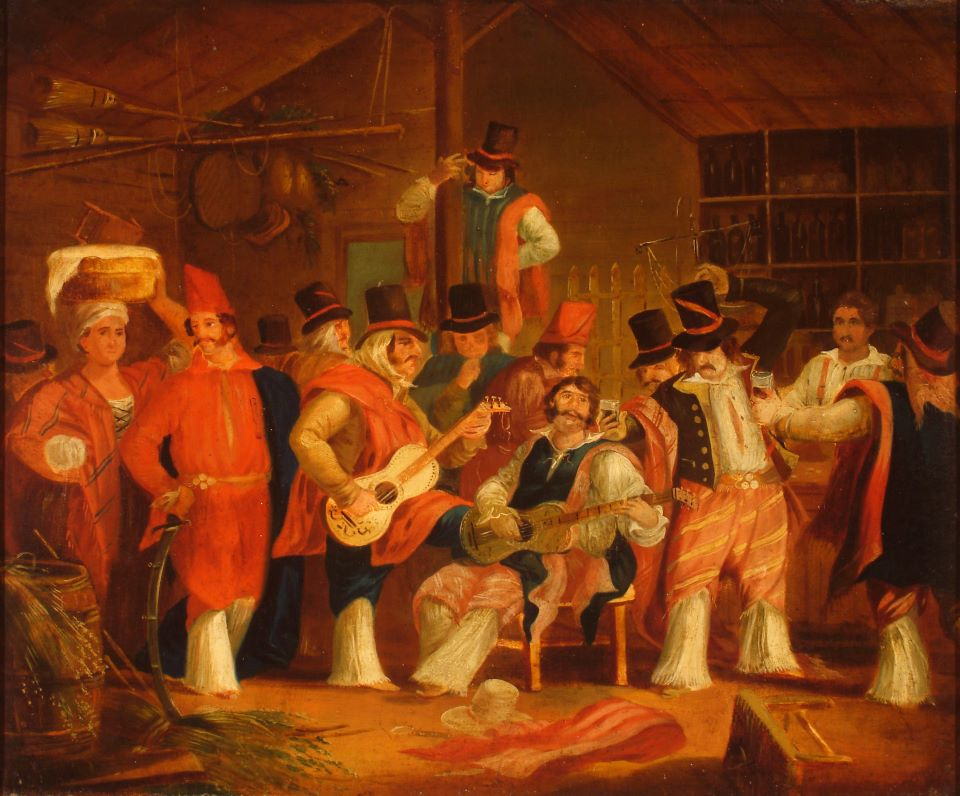
Carlos Morel, "Scena din magazinul de bacanie"